# 市場姫
- 市場
- 市塲

市場姫（いちばひめ）は、戦国時代から安土桃山時代にかけての女性。市場殿、市場の御方、宝鏡院殿とも。徳川家康の妹（異母妹）。

## 生涯
松平広忠の娘として誕生。母は、平原正次（勘之丞）の娘。
天文18年（1549年）3月6日、父・広忠が家臣に殺害される。同年12月には、兄・竹千代（家康）が今川義元の命で駿府へ向かった。永禄3年（1560年）5月、家康が岡崎に戻る。
永禄4年（1561年）、市場姫は八面城城主・荒川義広（頼持）へ嫁いだ。永禄6年（1563年）からの三河一向一揆において、義広は一揆方に荷担し家康に刃向った。これを怒った家康によって義広は八ツ面城を追われたが、市場姫は家康の妹であることからお咎めはなかった。
その後、筒井順斎に嫁ぎ、化粧料として大和国および上野国木崎に700石を与えられた。『寛政重修諸家譜』（寛政譜）は、文禄元年（1592年）、順斎に与えられた武蔵国足立郡1000石の御朱印は市場姫の化粧料であることを併せて伝えている。
墓は不退院（現・愛知県西尾市）にある（『福地村誌』『西尾市史』）。『寛政譜』では、本誓寺（馬喰町、のち深川）に葬るとしている。

### 没年・法号について
没年・法号については、2つの説がある。
- 寛永10年（1633年）2月22日 - 「真成寺過去帳ノ写」[注 2][12]、『寛政譜』[9]、『史料綜覧』[4]、『読史備要』[13]
  - 「真成寺過去帳ノ写」によると、法号は光源院殿松誉貞月大禅定尼[14]
  - 『寛政譜』によると、法号は松誉貞月光源院[9]
- 文禄2年（1593年）5月2日 - 『福地村誌』[5]。
  - 『福地村誌』によると、法号は松月院殿桂輪貞操大姉[5]。本翁意伯が焼香した[15]。

## 『寛政重修諸家譜』の記述について
『寛政譜』では、市場姫について、筒井順斎の項において、本文に続けて酒井忠貫の呈書を出典として、次のことを記述している。
はじめ荒川頼持（あるいは義純、義弘）に嫁ぎ、二男一女を産む。
- 長男：三郎四郎
- 二男：次郎九郎（あるいは次郎三郎）。尾張家の家臣譜では、荒川義弘の二男を「平右衛門家儀」としている
- 長女：松平親能（金彌）に嫁ぎ、四子を産んだ。親能が浪人になると、母・市場姫から木崎の地150石を与えられ、同地に住んだ。このことにより木崎と号した
  - 女子：酒井忠勝に嫁ぐ。前出の酒井忠貫は後裔
  - 男子：金彌と称した。菅沼織部正に仕えた
  - 女子：筒井正次（主殿助）に嫁いだ[17]
  - 男子：主水と称した。徳川家光に仕えたが、のち高野山に蟄居した

市場姫は、頼持の死後、筒井紀伊守定政（のち定次、法名順斎）に再嫁する。化粧料として大和国および上野国木崎に700石を与えられた。寛永10年（1633年）、本誓寺（馬喰町）に葬られた。同寺が深川に移された後も、酒井忠貫の家は代々追福を行ったという。

## 子についての異説
『新編岡崎市史』では、義広との間に一女をもうけたとしている。『西尾市史』によれば、この娘は酒井忠利（備後守）室である。ただし、『寛政譜』の酒井の項では、酒井忠利室は鈴木重直の娘と記されている。また、市場姫の娘と松平親能の間に生まれた娘が酒井忠勝の室となっている。
『西尾町史』では、市場姫と荒川義広の子として、次郎九郎弘綱、平右衛門家義、女子の三子としている。同書では、これを、「尾州荒川氏系図」が、義広の三子を、弘綱、家儀、女子としていることに基づくと推測している。

## 母について
「真成寺過去帳ノ写」では、市場姫の母を、田原御前（真喜姫）としている。『西尾市史』は、これを、市場姫が家康の異母妹であり、真喜姫が松平広忠の後妻として迎えられたことからこのようにしたと推定している。真喜姫には子がなく、広忠は、平原正次の娘を迎えて、市場姫が生まれたとしている。